# 安杰拉·比斯利·斯塔林
安杰拉·比斯利·斯塔林（英語：Angela Beesley Starling；1977年8月3日—)，出生于英格蘭的諾維奇，是一個英國的互聯網企業家 。
自2003年2月參與維基媒體，安杰拉是維基媒體理事的創會理事，自2004年6月開始就担任理事會成員，現為理事咨詢會顧問。安杰拉是一個以社群為中心的wiki寄存服務Wikia的創辦人之一，現時是Wikia的社群關係副主席。她也是《Wikis：訊息作業及協作工具》的作者之一。在參與維基百科前，安杰拉是位教育研究者及學生評估開發者。安杰拉生於英格蘭，並曾在德國和澳洲居住。她在2006年7月宣佈辭任理事一職，並於同年9月26日其繼任人當選後正式離任。